# به این هیوک
به این هیوک (کره‌ای: 배인혁؛ زادهٔ ۴ آوریل ۱۹۹۸) بازیگر اهل کره جنوبی است. او بیشتر به خاطر ایفای نقش در درام‌هایی مانند هم‌اتاقی من یک گومیهو است و زیر چتر ملکه شناخته می‌شود.

## فیلم‌شناسی

### فیلم
| سال  | عنوان   | نقش           | توضیحات  | منابع |
| ---- | ------- | ------------- | -------- | ----- |
| ۲۰۱۹ | لاو باز | پارک سونگ جون | فیلم وبی | [ ۴ ] |
| ۲۰۲۲ | همدردی  | اون سونگ      |          | [ ۵ ] |

### مجموعه تلویزیونی
| سال  | عنوان                      | نقش                 | توضیحات               | منابع  |
| ---- | -------------------------- | ------------------- | --------------------- | ------ |
| ۲۰۲۰ | مردها مثل هم هستند         | نوجوانی هوانگ جی وو | حضور افتخاری (قسمت ۴) | [ ۶ ]  |
| ۲۰۲۰ | این عشق بود؟               | رمان شمشیرزن        |                       | [ ۷ ]  |
| ۲۰۲۰ | جاسوس‌هایی که عاشقم بودند   | کیم یونگ گو         |                       | [ ۸ ]  |
| ۲۰۲۱ | هم‌اتاقی من یک گومیهو است   | گه سون وو           |                       | [ ۹ ]  |
| ۲۰۲۱ | در دوردست، بهار سبز است    | نام سو هیون         |                       | [ ۱۰ ] |
| ۲۰۲۲ | چرا او                     | چوی یون سانگ        |                       | [ ۱۱ ] |
| ۲۰۲۲ | تشویق کن                   | پارک جونگ وو        |                       | [ ۱۲ ] |
| ۲۰۲۲ | زیر چتر ملکه               | ولیعهد              | حضور ویژه             | [ ۱۳ ] |
| ۲۰۲۳ | داستان قرارداد ازدواج پارک | کانگ ته ها          |                       | [ ۱۴ ] |